# Thomson Dream
Le Thomson Dream est un navire de croisière construit en 1985 par les chantiers navals Jos. L. Meyer de Papenburg pour la compagnie Home Lines. Il est lancé le 28 septembre 1985 et mis en service le 6 mai 1986 sous le nom de Homeric. Allongé de 40 mètres par les chantiers navals Jos. L. Meyer de Papenburg pour le compte de la Holland America Line, il devient le Costa Europa en 2002. C’est sous ce nom qu’il heurte un quai à Sharm el Sheikh le 26 février 2010, tuant trois membres d’équipage. Depuis 2010, il navigue sous le nom de Thomson Dream pour la compagnie Thomson Cruises (en).

## Histoire
Le Thomson Dream est un navire de croisière construit en 1985 par les chantiers navals Jos. L. Meyer de Papenburg pour la compagnie Home Lines. Il est lancé le 28 septembre 1985 et mis en service le 6 mai 1986 sous le nom de Homeric.
Le novembre 1988, il est vendu à la compagnie Holland America Line qui le renomme Westerdam. L’année suivante, cette compagnie l’envoie aux chantiers navals Jos. L. Meyer de Papenburg où il est allongé de 40 mètres. En 1996, il est immatriculé sous pavillon néerlandais.
En avril 2002, il est vendu à la compagnie Costa Croisières et est rebaptisé Costa Europa. Le 26 février 2010, alors qu’il finit de traverser le canal de Suez, il heurte un quai à Sharm el Sheikh pendant une manœuvre d’amarrage. Trois membres d’équipage sont tués et le navire gîte sur Bâbord à cause d’une voie d’eau. Le navire est alors remorqué jusqu’à Palerme où il est réparé.
Depuis avril 2010, il est en affrètement par la compagnie Thomson Cruises (en) et navigue sous le nom de Thomson Dream.

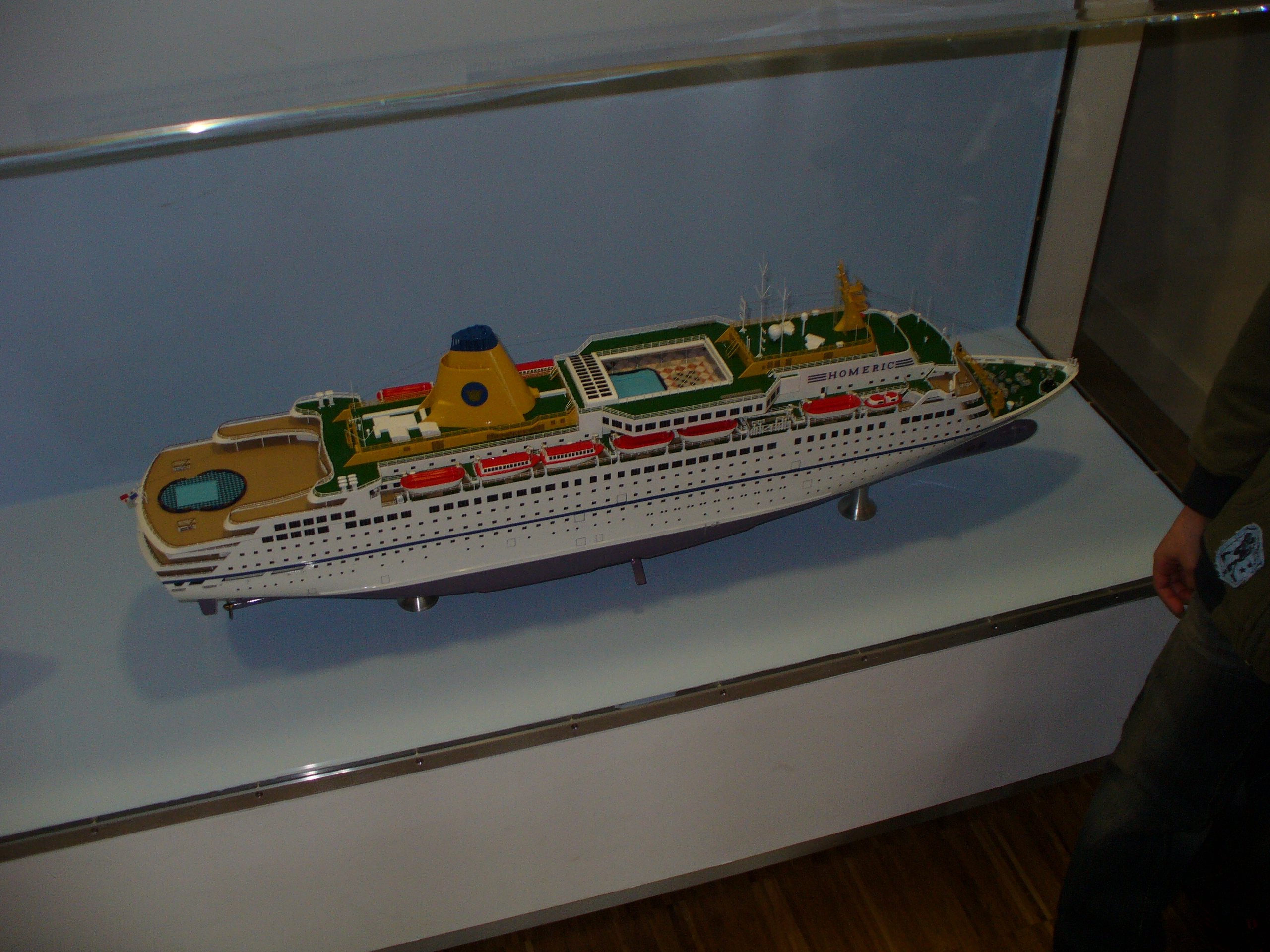
Une maquette de l’Homeric avant son agrandissement de 1990.
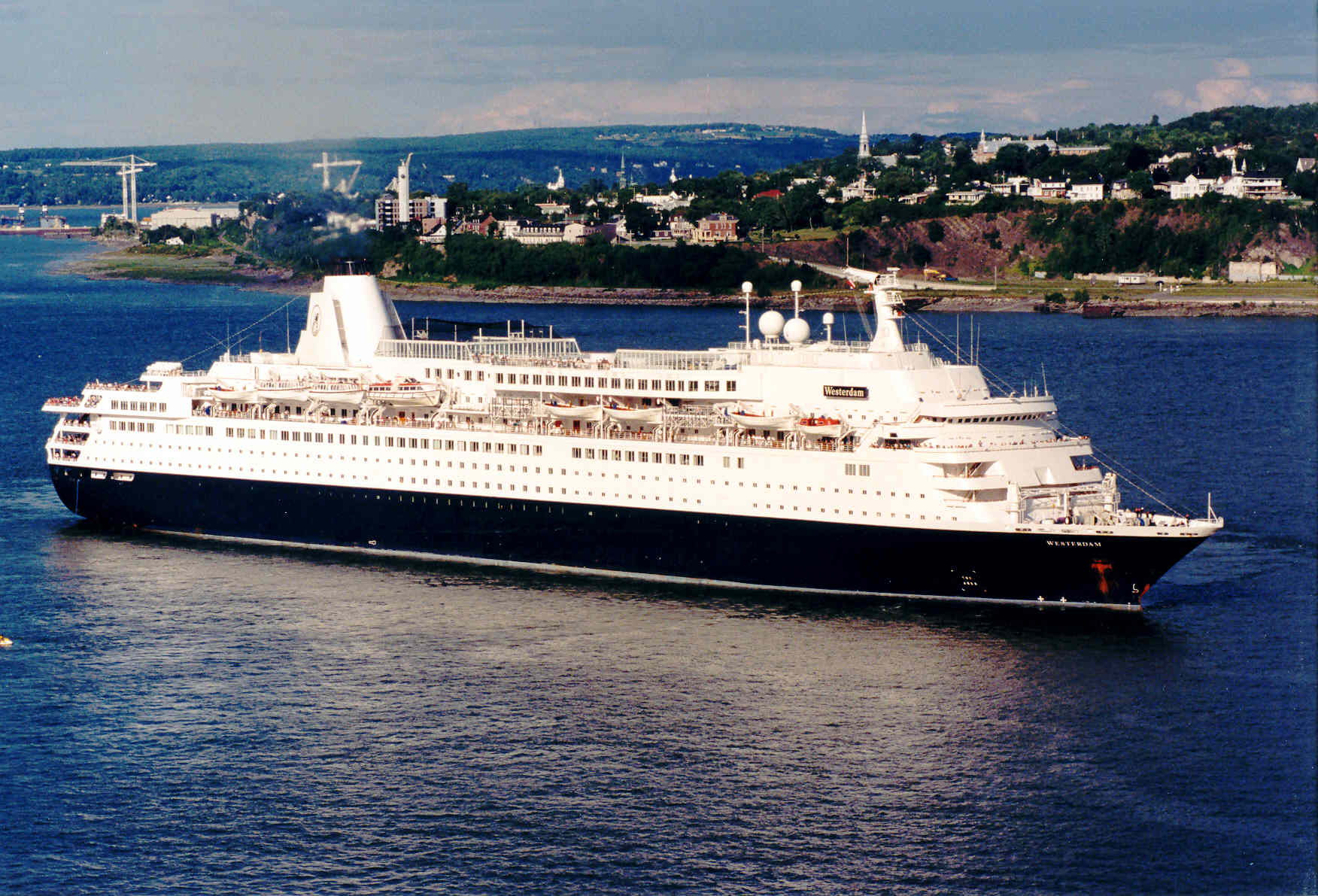
Le Westerdam à Québec en août 1997.